# Kartauna

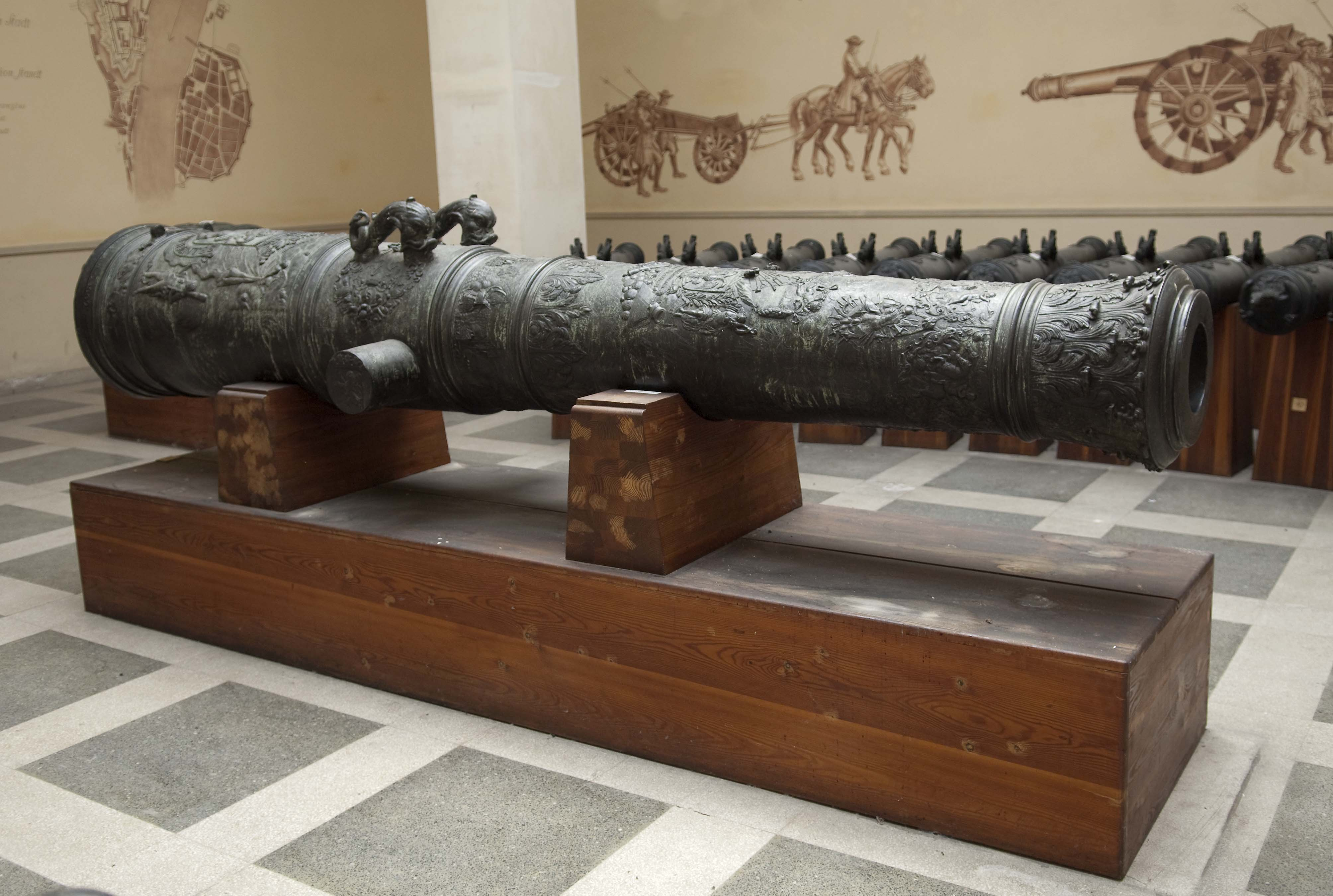
Austriacka Kartauna z 1669 roku

Kartauna, zwana także kartaną – ogólna nazwa odprzodowych dział artyleryjskich używanych od XVI do XVIII wieku.
Były to działa o średniej długości lufy: 14 – 27 kalibrów, wykonane ze spiżu lub żeliwa. Mając lufę krótszą od kolubryny (długość lufy ok. 27-40 kalibrów), miały mniejszy zasięg.  Używano ich przeważnie do obrony fortec, często przeciwko piechocie ładowane były kartaczami. Były cenione ze względu na małą ilość prochu, której wymagały. Taka oszczędność była szczególnie ważna w trakcie oblężenia.
W zależności od kalibru i wagi wystrzelanych kul kartauny dzieliły się na: 
- kartauny podwójne  40-70 funtowa (kaliber ok. 230 mm)
- kartauny pojedyncze  48 funtowa (kaliber ok. 190 mm)
- kartauny 3/4  30 funtowa (kaliber ok. 175 mm)
- półkartauny  24 funtowa (kaliber ok. 150 mm)
- ćwierćkartauny  12 funtowa (kaliber ok. 120 mm)
- oktawy kartauny  6 funtowa (kaliber do 100 mm)

Masa lufy kartauny wynosiła od 1000 kg (oktawa kartauna) do 6400 kg (kartauna podwójna).